# 무신정변
무신정변(武臣政變)은 고려 의종 24년인 1170년 10월 11일(음력 8월 30일)에 상장군 정중부와 이의방, 채원, 이고, 이의민 등 그 휘하 장수들이 보현원(普賢院)에서 일으킨 쿠데타이다. 무신들의 주도로 일어난 정변이었기 때문에 무신의 난(武臣의 亂)이라고 부르고, 정변이 일어난 해가 경인년이었기 때문에 경인의 난(庚寅의 亂)이라고도 부르며 정변의 주도적인 역할을 한 정중부의 이름을 따서 정중부의 난(鄭仲夫의 亂)이라고 부르기도 한다.
고려 중기 문신과 무신 간의 차별적 대우와 무신에 대한 멸시로 말미암은 무신들의 불만은 정변의 배경으로 꼽힌다. 이 와중에 의종의 보현원 행차와 이 자리에서 일어난 사건으로 정변이 촉발되었다.
이고와 이의방 등의 무신들은 먼저 순검군을 집합시켜 의종을 수행한 문신들을 살해하였다. 이어 무신들은 개경으로 진입하여 궁궐을 장악하고 문신들을 살해하였다. 의종은 거제현으로, 태자는 진도현으로 추방되었으며 의종의 동생인 명종이 즉위하였다. 이후 무신들 간의 권력투쟁으로 이고와 이의방이 살해되고 정중부가 권력을 잡았으며, 무신정변에 반대하는 김보당, 조위총의 난이 이어지며 혼란이 계속되었다. 정중부 또한 경대승에게 죽임을 당하였으며, 이후 최충헌에 이르기까지 최고권력자가 바뀌는 불안한 상황 속에서 문신들에 대한 탄압이 이뤄졌다. 1170년에 벌어진 이 정변으로 시작한 무신정권은 최충헌의 집권 이후로도 계속되어, 1270년에 마지막 집권자인 임유무가 살해당하기까지 100년간 지속되었다.

## 배경
의종의 유흥으로 문신이 무신보다 더 높은 대우를 받고 내시마저 궁궐을 좌지우지하게 되면서 무신들이 권력에서 멀어지고 천대받는 현상이 생겼다. 여기에 더해 의종은 자신의 유흥을 위해 개경 주변의 사찰 등을 유람하는 행태로 호위를 맡은 무신들이 시달렸으며, 불만이 쌓인 무신들은 상장군 정중부를 중심으로 세력을 형성하기 시작했다. 
특히 김부식의 아들인 문신 김돈중은 고려 인종 때인 1144년 나례(귀신을 쫓는 황궁의 행사)에서 정중부의 수염을 태워 모욕을 주었다. 정중부가 이에 반발하자 김돈중의 아버지 김부식이 권력을 이용해 반대로 정중부를 처벌하려고 하였다. 이후로도 의종 21년(1167년)에 김돈중의 실수로 화살이 의종에게 떨어져 자신이 암살미수로 오인받는 일이 벌어졌는데, 이때 김돈중은 시치미를 때며 오히려 호위군인 견룡군과 순검군의 무신들에게 누명을 씌워 무신들이 대거 처벌받는 사건이 벌어졌고 이로 인해 무신들의 불만은 더 커졌다.

## 무신정권의 수립

### 보현원 사건
의종 24년(1170년) 당시 의종은 향략에 찌들어 성밖을 유람하며 문신들과 놀기에 바빴다. 이런 상황에서 무신들은 홀대와 격무에 큰 불만을 품고 있었고 이에 5월 무진일에 의종이 화평재(和平齋)로 놀러갔을 때 왕의 호위로 격무에 시달리던 견룡군의 행수 이의방과 이고는 고려의 최고위 무신이던 상장군 정중부를 만나 불만을 토로하며 역모의 계획이 시작된다.이 해 음력 7월 1일 일식이 발생하여 민심이 흉흉해지기 시작하였고 이러던 중 음력 8월 1일에는 연복정이 범람하여 군졸들을 동원해 수리하느라 고역을 치르는데 의종은 또 연복정과 흥왕사 등을 돌아다니면 놀며 무신들의 분노를 크게 샀다. 이에 좌승선이었던 김돈중이 무신들의 불만을 간파하고 의종을 설득했지만 의종이 말을 듣지 않았다.
음력 8월 29일 의종과 대소신료 그리고 호위를 하던 견룡군, 순검군의 군사들과 무신들은 흥왕사에 도착했다. 이미 몇달전부터 의종의 행태에 분노했던 무신들은  견룡행수 이의방과 이고를 중심으로 상장군 정중부에게 역모를 할 것을 요구하나 정중부는 다음날 왕이 일정대로 보현원으로 놀러가면 역모를 진행하지만 의종이 노는걸 멈추고 궁으로 환궁하면 역모를 하지 않겠다고 두사람을 설득한다. 그러나 다음날인 음력 8월 30일 의종은 다음 유람지인 보현원으로 향했다. 가는 도중 오문(五門)근처에서 한 공터를 발견하자 무신들에게 오병수박희(五兵手搏戱)를 열어준다. 오병수박희는 수박무술로 싸워 승부를 겨루는 일종의 무술대회로 승리자에게 상품과 승진이 걸린 행사로 당시 의종이 김돈중 등의 조언과 주변 분위기로 무신들의 불만을 어느정도 파악하고, 무신들을 위로해주기 위해 상품과 승진을 건 오병수박희를 연 것으로 추정된다. 
그렇게 오병수박희는 처음에는 어느정도 순탄하게 진행되었으나, 당시 환갑이 넘었던 대장군 이소응이 경기에서 패배하자 초급 문관에 불과한 기거주(起居注) 한뢰가 느닷없이 자기보다 나이나 품계가 훨씬 높았던 대장군 이소응의 뺨을 치는 사태가 벌어진다. 비록 당시 고려가 무신을 천대하는 문화가 있었으나, 나이나 품계가 훨씬 아래인 한뢰가 무신의 최고위직인 대장군 이소응을 구타하고 모욕하는 명백한 하극상이 벌어졌는데 왕인 의종은 한뢰를 처벌하지 못할망정 도리여 이런 하극상을 보고 박장대소를 하고, 여기에 하급 문신인 좌부승선(左副承宣) 임종식(林宗植)과 지어사대사(知御史臺1事) 이복기(李復基)는 도리여 이소응을 욕하는 상황까지 벌어진다. 이에 상장군 정중부가 하극상을 벌인 한뢰를 비난하지만 의종은 정중부를 말리고 한뢰를 처벌하지 않고 유야무야 넘어간다. 이런 상황에 무신들은 제대로 분노했으며 이런 상황을 본 무신과 군사 대부분이 보현원 반란에 적극적으로 가담하게 된 결정적인 계기가 된 것으로 추정된다.
1170년 음력 8월 30일 해질녘 혼란스러운 오병수박희를 마치고 의종 일행과 호위 무신들은 보현원에 도착한다. 보현원에 도착하기 직전 이고가 이의방은 의종을 호위중이던 순검군을 왕의 명령이라 속이고 보현원에 배치한 뒤. 그리고 의종이 쉬러 보현원에 들어가자 무신들은 문신들을 급습해 임종식·이복기를 먼저 보현원 문앞에서 죽여버리고 수박 사건을 저지른 한뢰는 의종의 침대 밑으로 들어가 숨었지만 이고가 의종앞에서 칼을 들고 협박하여 끌어내었고 한뢰도 살해한다. 그외에도 다수의 문신들을 살해했고, 일부 무신들도 반란을 거부하다가 다수 살해당한다. 한편 25년전 정중부를 모욕했던 김돈중도 좌승선(左承宣) 직위로 보현원 행차에 따라온 문신이었는데 이미 전부터 무신들의 불만을 간파하여 의종을 설득하던 김돈중은 자신의 예상대로 보현원 사건이 벌어지자 감악산으로 도망친다(반란이 끝난 뒤 시종의 밀고로 잡혀 죽는다). 김돈중이 도망친 것을 알게 된 무신들은 개경의 태자를 중심으로 반격할 것을 걱정하며 개경으로 정찰병을 파견하여 사태를 살폈는데 김돈중이 개경에 없다는 보고를 받았고 반격이 없을것을 확신한 무신들은 별동대를 파견해 개경을 점령하고 문신들을 학살한다. 이때 의종의 애첩으로 원한을 많이 샀던 무비(無比)도 죽이려 들었으나 무비(無比)는 청교역(靑郊驛)으로 도망간다.
음력 9월 1일 포시(哺時, 오후 3~5시) 무신들은 의종을 개경 왕궁의 강안전(康安殿)으로 귀환시킨다. 이때 고려사 절요에 따르면 왕광취(王光就) 등 내시(內侍)와 환관들을 모아 반격을 시도하지만 한숙(韓淑)의 밀고로 들통나게 되고 무신들은 이들을 바로 죽여버린다. 이때 이고(李高)와 채원(蔡元)은 의종도 살해하려고 들었지만 양숙(梁淑)이 막았다고 한다. 의종은 자포자기했는지 이후 수문전(修文殿)에 앉아서 음악을 들으며 술이나 마시다 의종 자신은 군기감(軍器監)으로 태자는 영은관에 감금당한다. 다음날인 음력 9월 2일 무신들은 의종을 거제현(巨濟縣)으로 태자는 진도현(珍島縣)으로 귀양보내고 태손(太孫)은 죽여버린뒤 그 다음날인 9월 3일 의종의 동생 익양공(翼陽公) 왕호(王晧)를 왕위에 올린다.
이후 최충헌에 의해 성립된 최씨 집권기에는 무신정권이라는 이름에 걸맞지 않게 문신을 친하게 대하기 시작했다. 최우와 최항, 최의 시대에도 문신 친화 정책이 시행되었다.
하지만, 1258년, 최의는 마침내 대사성 류경, 낭장 김준, 임연 등에 의해 살해당했고 국정을 고종에게 돌리니 최씨의 60년 정권이 이에서 끝났다.

## 무신정권의 종말
최씨 정권이 무너진지 8개월 후, 유경 세력이 김준 세력에 밀려났다. 원나라에서 요청하는 개경 환도를 김준이 강력히 반대하자, 원나라는 김준을 원나라로 오게 하려 했다. 그러자 김준은 원종을 폐하려 계획했으나, 원종이 이를 눈치채 그의 휘하 장수였던 임연에게 하여금 김준을 살해하게 했다.
권력을 임연이 물려받자, 임연은 엉뚱하게도 개경 환도를 반대하였고 임연은 그 방도가 통하지 않자, 원종을 끝내 폐위시키고 안경공을 즉위시켰다. 그러나 원에 가 있던 태자가 이를 알려 원은 임연을 협박했고, 그로 인해 원종이 복위되었다.
원종이 원에 호송되기 전 임연은 미리 말 하면 안 된다고 협박을 하였다. 이에 임연의 맏아들 임유간이 감시겸으로 따라 나섰으나, 이장용이 그를 말해 버리는 바람에 임유간이 감옥에 갇힌 후 임연이 급작스럽게 죽고 둘째 아들 임유무가 권력을 이었다.
원종은 이를 계기로 환도하려 했으나 임유무가 군사를 이끌고 출정했다. 송송례와 홍문계는 원종의 지시로 하여금 임유무를 살해했고, 결국 무신정권은 그렇게 막을 내렸다.

## 무신정권의 집권자 목록
| 순서 | 이름   | 시작년도 | 완료년도 | 집권  | 왕                       | 비고                   |
| ---- | ------ | -------- | -------- | ----- | ------------------------ | ---------------------- |
| 1대  | 이의방 | 1170년   | 1174년   | 4년   | 의종 명종                | 의종 폐위, 강종의 장인 |
| 2대  | 정중부 | 1174년   | 1179년   | 5년   | 명종                     |                        |
| 3대  | 경대승 | 1179년   | 1183년   | 4년   | 명종                     |                        |
| 4대  | 이의민 | 1183년   | 1196년   | 13년  | 명종                     |                        |
| 5대  | 최충헌 | 1196년   | 1219년   | 23년  | 명종 신종 희종 강종 고종 | 명종 폐위, 희종 폐위   |
| 6대  | 최우   | 1219년   | 1249년   | 30년  | 고종                     | 최충헌의 아들          |
| 7대  | 최항   | 1249년   | 1257년   | 8년   | 고종                     | 최우의 아들            |
| 8대  | 최의   | 1257년   | 1258년   | 1년   | 고종                     | 최항의 아들            |
| 9대  | 김준   | 1258년   | 1268년   | 10년  | 고종 원종                | 최항의 측근            |
| 10대 | 임연   | 1268년   | 1270년   | 2년   | 원종                     | 최항의 측근            |
| 11대 | 임유무 | 1270년   | 1270년   | 3개월 | 원종                     | 임연의 아들            |

## 같이 보기
- 무신정권
- 정중부
- 경대승